# 三摩呬多
三摩呬多，又譯等引、勝定、定，是三摩地的一種，經由心專注一處進入的心理狀況。起源於古印度，在佛教與印度教中多有應用。

## 概論
三摩呬多（Saṃhitā）的字根來自梵語：（Sam，意為一處、一同），與梵語：（hita），為動詞（dhā，意為放置）的過去分詞，兩者組成。三摩呬多即是善心一境性，是一種高階的三摩地，在欲界的三摩地不稱為三摩呬多。
禪那、解脫、等持、等至四者一起合稱為等引，其範圍比等至更大。